# Neofitos (prawosławny patriarcha Antiochii)
Neofitos – prawosławny patriarcha Antiochii w latach 1674–1684.